# Paller de la Petja
El Paller de la Petja és un edifici d'Alpens (Lluçanès) inclòs a l'Inventari del Patrimoni Arquitectònic de Catalunya.

## Descripció
Es tracta d'una construcció de planta rectangular i teulat a doble vessant sustentat per pilars de pedra i bigues de fusta formant barbacana. El paller té dues plantes i té tota la façana oberta al davant de la qual s'hi ha construït un nou teulat de fibrociment (uralita) per tal d'ampliar el paller. A la façana esquerra hi ha una porta d'accés al segon pis del paller.

## Història
Aquest paller és l'únic vestigi que queda de l'antiga masia Petja, documentada amb anterioritat al segle xiv i reformada posteriorment els segles xvii-xix. Actualment, al lloc de la casa s'hi ha construït una granja que està abandonada.